# Mosa Vallis
Mosa Vallis est une vallée de la planète Mars s'étendant sur 171 km et centrée par 14,7° S et 22,2° E dans le quadrangle de Sinus Sabaeus, au nord-est du cratère Flaugergues.